# Ça m'est égal si demain n'arrive pas
Pour plus de détails, voir Fiche technique et Distribution.
Ça m'est égal si demain n'arrive pas est un film belge réalisé par Guillaume Malandrin en 2006. Il est sorti en France en juillet 2008 par Pierre Grise Distribution dans un programme de trois films européens sous le titre de Histoire de famille.

## Synopsis
Bruxelles. Un homme qui sort de prison (Jacky Lambert) décide d'emmener en vacances son fils de dix ans placé dans une famille d'accueil. La veille de partir pour le sud de la France, il tombe par hasard sur la mère de l'enfant Olga Grumberg, qui a toujours refusé de s'en occuper. Cette étrange famille recomposée décide de faire le voyage. Leurs non-dit et leurs silences seront confrontés à la perspective d'un amour naissant.

## Fiche technique
- Production & Réalisation : Guillaume Malandrin
- Scénario : Jacky Lambert, Guillaume Malandrin, Stéphane Malandrin
- Casting : Jacky Lambert, Olga Grumberg, Robin Weerts.
- Musique originale : Jef Mercelis
- Image : Nicolas Guicheteau
- Son : David De Four
- Montage : Anne-Laure Guégan
- Mixage : Franco Piscopo

## Autour du film
En grande partie improvisé, le film a été tourné en lumière naturelle, sans script, ni maquillage, ni premier et second assistant, avec une équipe technique restreinte composée de cinq personnes : le réalisateur, le coscénariste, l'acteur principal, le chef-opérateur et l'ingénieur du son. 
L'enfant du couple, interprété par le jeune Robin Weerts (11 ans), jouait déjà dans le premier court-métrage des frères Malandrin, Raconte, réalisé six ans plus tôt.

## Distinctions
Le film a été présenté au festival de Cannes 2006 par l'ACID et a remporté les distinctions suivantes :
- Mention spéciale du Jury au Festival international de films de Montréal (Canada, 2005)[1]
- Prix Hadrumète d’Or long-métrage vidéo au Festival international du film pour l'enfance et la jeunesse de Sousse (France, 2006)
- Mention spéciale du Jury (Sélection officielle) au Festival du film international d'Alba (Italie, 2006)
- Grand Prix du Long-métrage au festival Songes d’une nuit DV (France, 2006)
- Sélection au Festival international du film francophone de Namur (Belgique, 2005)